# Jamał (1988)
Jamał, poprzednio BDK-67 − duży okręt desantowy projektu 775/II (w kodzie NATO: Ropucha) Marynarki Wojennej Rosji. Zbudowany w Stoczni Północnej w Gdańsku, wszedł do służby w Marynarce Wojennej ZSRR w 1988 roku pod oznaczeniem BDK-67 (БДК-67). Po rozpadzie ZSRR przejęty przez marynarkę wojenną Rosji, w której nosił numer burtowy 156. W 2003 roku otrzymał nazwę „Jamał” (Ямал). Wchodził w skład Floty Czarnomorskiej.

## Historia
Okręt BDK-67 został zbudowany w 1988 roku w Stoczni Północnej w Gdańsku jako jeden z serii dużych okrętów desantowych projektu 775, zaprojektowanych w Polsce i budowanych na zamówienie marynarki ZSRR. W ramach okrętów projektu 775 nosił numer budowy 25, będąc ostatnim okrętem jego drugiej odmiany (775/II). W kodzie NATO typ ten był oznaczany jako Ropucha (Ropucha I).

## Skrócona charakterystyka
Okręty desantowe projektu 775 dysponują przelotową ładownią, dostępną przez rampę dziobową i rufową, o długości 95 m, szerokości od 4,5 do 6,5 m i wysokości 4,5 m. Na dziobie jest otwierana furta i opuszczana pochylnia; w celu rozładunku okręty mogą wpływać na plażę. Jednostki mogą transportować do 13 czołgów lub transporterów opancerzonych albo 20 ciężarówek i w obu wariantach 150 żołnierzy. Ładowność okrętu jest określana w publikacjach jako 450 ton. Załoga liczy 87 osób, w tym 8 oficerów.
Wyporność okrętu niezaładowanego wynosi 2900 ton (czasem podawana jako standardowa), a pełna – 4400 ton. Długość całkowita wynosi 112,5 m, a na linii wodnej 105 m, szerokość wynosi 15 m, a zanurzenie maksymalne 3,17 m.
Uzbrojenie artyleryjskie okrętów projektu 775/II stanowią cztery armaty uniwersalne kalibru 57 mm w dwóch wieżach (po dwa działa) AK-725, umieszczonych przed i za nadbudówką i kierowanych radarem artyleryjskim Bars. Zapas amunicji wynosi 2200 nabojów 57 mm. Ponadto mają do samoobrony dwie poczwórne wyrzutnie pocisków przeciwlotniczych bardzo bliskiego zasięgu Strieła-3, samonaprowadzających się na podczerwień z zapasem 32 pocisków. „Jamał” należał do okrętów późnej budowy, uzbrojonych dla potrzeb wsparcia desantu w dwie dwudziestoprowadnicowe wyrzutnie niekierowanych pocisków rakietowych kalibru 122 mm Grad-M ze 160 pociskami.
W skład wyposażenia radioelektronicznego jednostek projektu 775/II wchodziła przede wszystkim stacja radiolokacyjna wykrywania nawodnego i powietrznego MR-302 Rubka. Do kierowania ogniem artylerii służy radar Bars na kolumnie za kominami na rufie. Wyposażenie uzupełnia radar nawigacyjny Don. Okręty ponadto wyposażone są w dwie szesnastoprowadnicowe wyrzutnie celów pozornych PK-16 kalibru 82 mm służące do walki elektronicznej.
Napęd stanowią dwa silniki wysokoprężne 16 ZVB 40/48 o łącznej mocy 19 200 KM poruszające dwie śruby. Prędkość maksymalna wynosi 17,5 węzła. Zasięg wynosi 3500 Mm przy prędkości 16 węzłów i 6000 Mm przy prędkości 12,5 węzła.

## Służba
Okręt wszedł do służby w Marynarce Wojennej ZSRR 30 kwietnia 1988 roku z oznaczeniem alfanumerycznym: BDK-67 (БДК-67, od bolszoj diesantnyj korabl – duży okręt desantowy). Został przydzielony do Floty Czarnomorskiej ZSRR. Wchodził w skład 318 dywizjonu okrętów desantowych 39 Dywizji Morskich Sił Desantowych Floty Czarnomorskiej, stacjonującej w bazie na jeziorze Donuzław.

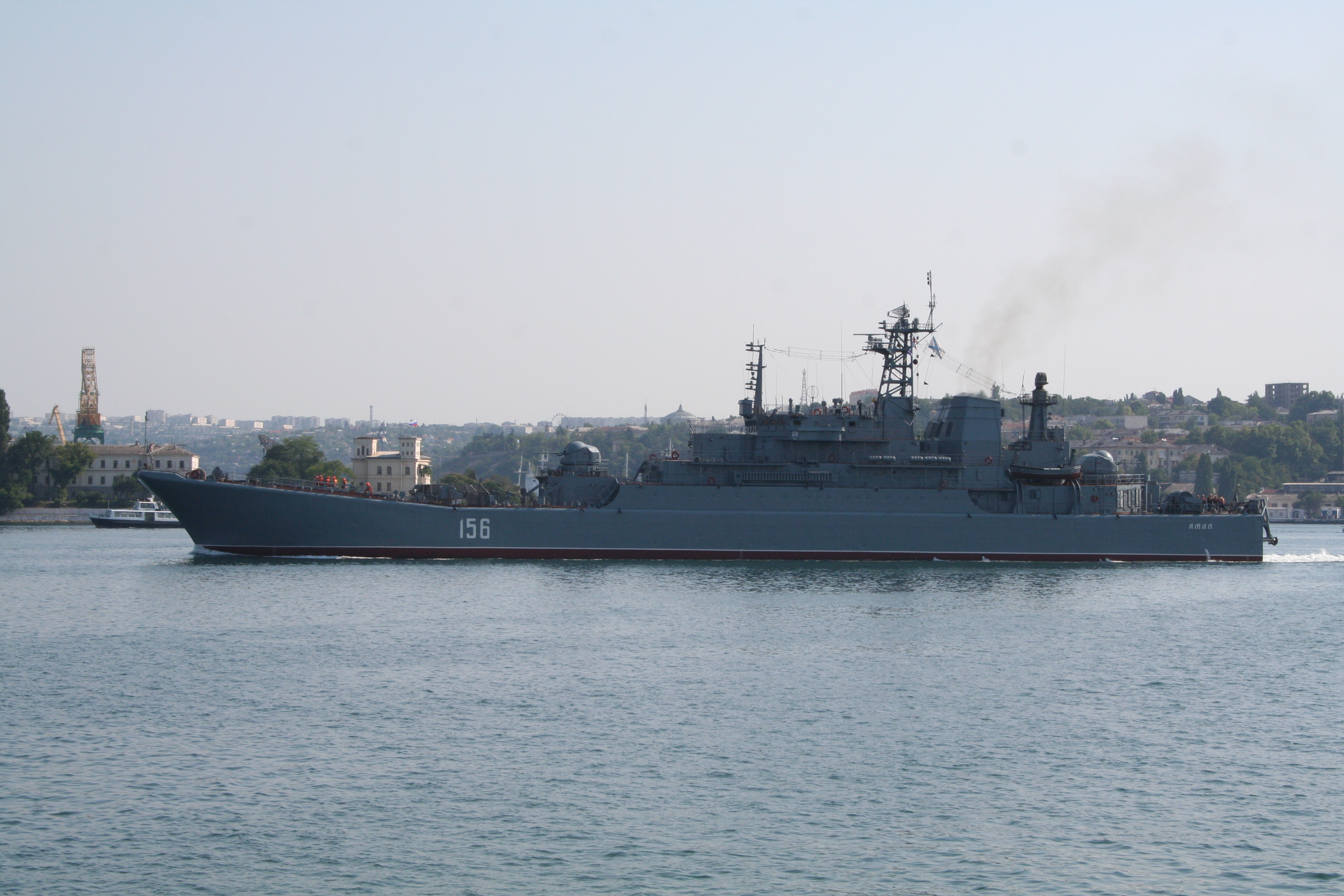
„Jamał” w Sewastopolu w 2006 roku

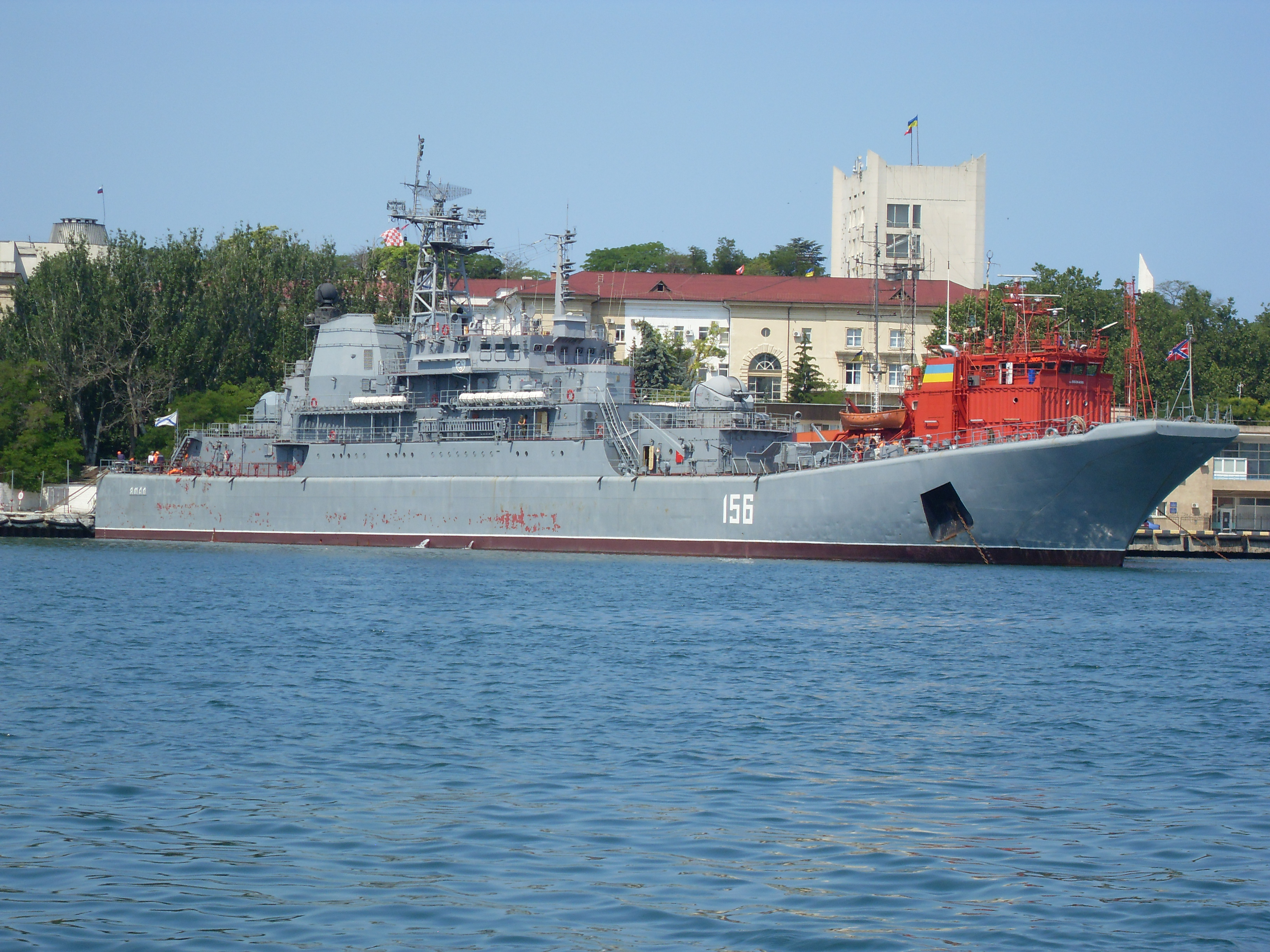
„Jamał” w Sewastopolu w 2011 roku

Po rozpadzie ZSRR w grudniu 1991 roku BDK-67 wchodził nadal w skład Floty Czarnomorskiej podporządkowanej siłom zbrojnym Wspólnoty Niepodległych Państw, a po jej podziale w drugiej połowie lat 90. został ostatecznie przejęty przez Flotę Czarnomorską Rosji. W 1992 roku okręt został odstawiony w Zatoce Troickiej w Sewastopolu w oczekiwaniu na remont, po czym był remontowany w stoczni nr 13 w Sewastopolu od kwietnia 1994 do 1996 roku. Po rozformowaniu 39 Dywizji w 1994 roku, został włączony do 30 Dywizji Okrętów Nawodnych. W Marynarce Rosji nosił stały numer burtowy 156. W 2003 roku okręt otrzymał nazwę „Jamał” (Ямал), od Półwyspu Jamalskiego. Honorowy patronat nad okrętem (szefostwo) objęły wówczas władze Jamalsko-Nienieckiego Okręgu Autonomicznego.
W kwietniu 2011 roku „Jamał” reprezentował marynarkę rosyjską w składzie międzynarodowego zespołu BLACKSEAFOR na Morzu Czarnym, mającego na celu współpracę państw czarnomorskich, w tym Ukrainy, biorąc udział we wspólnych ćwiczeniach i odwiedzając m.in. Stambuł.
We wrześniu 2013 roku okręt wyszedł w rejs na Morze Śródziemne, odwiedzając porty greckie i Kotor w Czarnogórze oraz uczestnicząc w obchodach „tygodnia rosyjskiego” na wyspach greckich. Dowodził nim kmdr ppor. Siergiej Gricaj. W połowie listopada okręt ćwiczył tam z krążownikiem atomowym „Piotr Wielikij” z Floty Północnej. Na początku 2014 roku okręt ponownie znajdował się na Morzu Śródziemnym i w kwietniu ćwiczył tam z niszczycielem rakietowym „Admirał Lewczenko” i okrętem desantowym „Saratow”.
„Jamał” brał udział w cyklicznych rejsach z zaopatrzeniem dla kontyngentu rosyjskich wojsk w Syrii do syryjskiego portu Tartus. 30 grudnia 2017 roku na Morzu Egejskim, 10 mil morskich na południe od Rodos, kiedy wracał z Tartus, miał kolizję z cywilnym kontenerowcem pod banderą Sierra Leone „Orca 2” (8609 ton). Z opublikowanych w mediach społecznościowych zdjęć wynikało, że okręt doznał sporych uszkodzeń śródokręcia, lecz dopłynął do bazy w Sewastopolu, gdzie trafił do remontu. Według niektórych publikacji, stocznię opuścił 3 maja 2022 roku, już podczas inwazji Rosji na Ukrainę. Według innych źródeł, remont trwał jednak dłużej i okręt uzyskał gotowość bojową dopiero na początku 2024 roku.
„Jamał” został zaatakowany wieczorem 23 marca 2024 roku w zmasowanym ataku ukraińskich rakiet manewrujących na Krym. Podczas ataku okręt nadal znajdował się przy nabrzeżu stoczni remontowej nr 13 w Sewastopolu. Według komunikatu ukraińskiego wywiadu, „Jamał” został trafiony w pokład i nabrał przechyłu na prawą burtę, po czym wypompowywano z niego wodę. Brak jest do tej pory obiektywnego potwierdzenia uszkodzeń.